# Dinastía Zhou Oriental

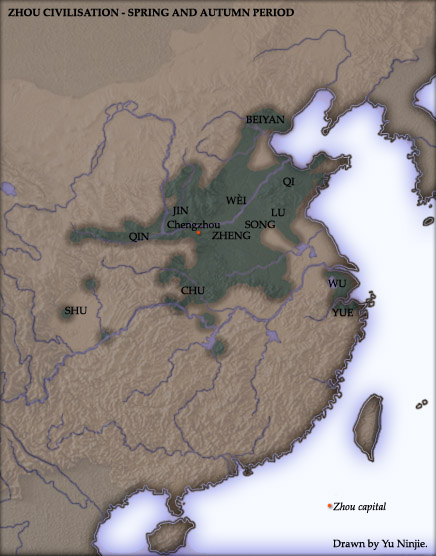
La Dinastía Zhou Oriental

La dinastía Zhou Oriental (/ dʒoʊ /; chino: 東周; Pinyin: Dōngzhōu; 770–256 a. C.), fue la segunda mitad de la dinastía Zhou de la antigua China. Se divide en dos períodos: las Primaveras y Otoños y los Reinos Combatientes.

## Historia

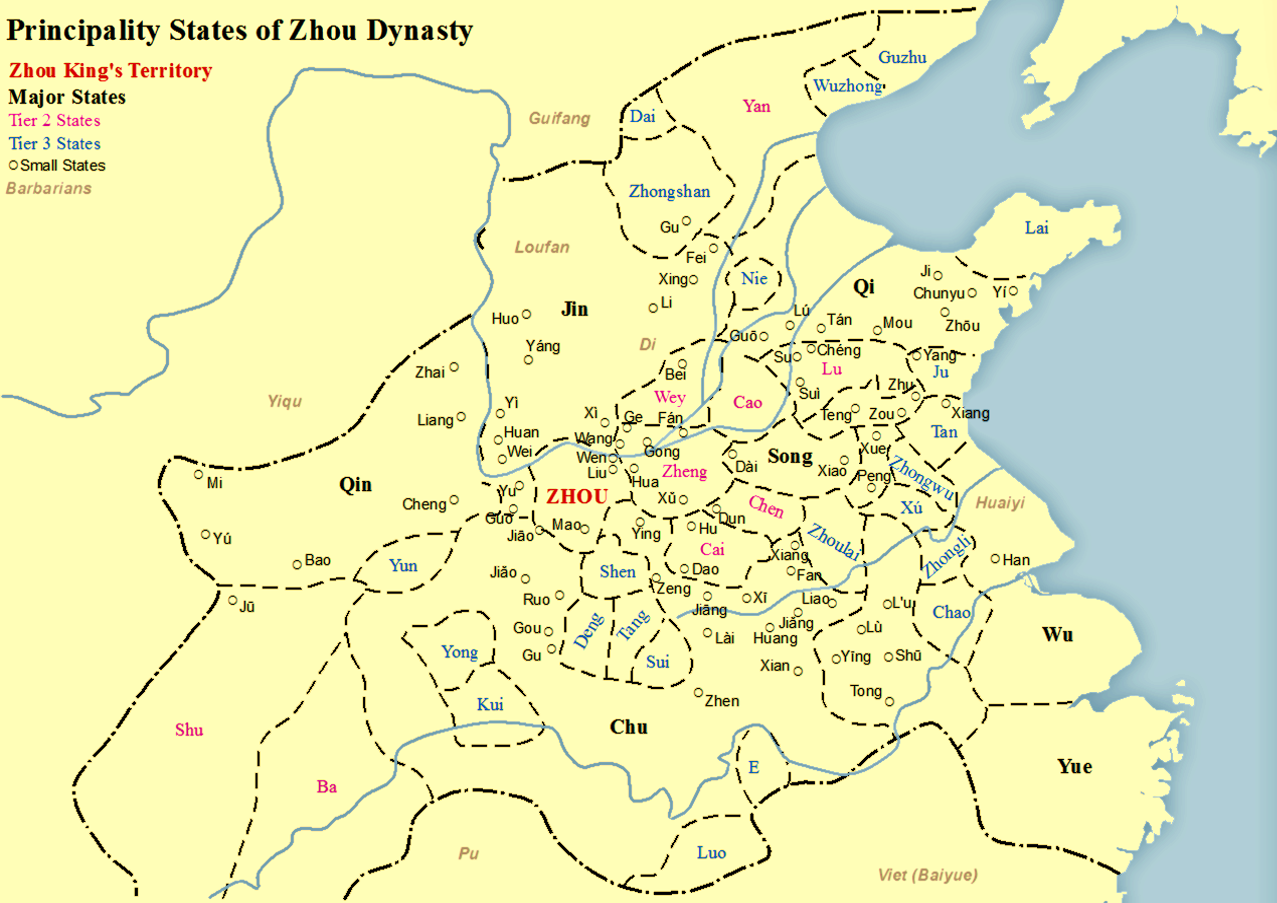
Mapa de los principales estados de la Dinastía Zhou Oriental

En 770 a. C., la capital de la dinastía Zhou se mudó de Haojing (condado de Changan en la ciudad de Xi'an) a Luoyi (hoy conocida como Luoyang, provincia de Henan).
Esto provocó el comienzo de la dinastía Zhou Oriental (en oposición a la dinastía Zhou Occidental), llamada así debido a que Luoyi está situada al este de Haojing. Más de veinticinco reyes reinaron en la dinastía Zhou del Este, con una duración de 515 años.
Con la muerte del rey You de Zhou, el último rey de la dinastía Zhou Occidental, el príncipe heredero rey Ping de Zhou fue proclamado nuevo rey por los nobles de los estados de Zheng, Lu, Qin y el marqués de Shen. En el segundo año de su reinado, movió la capital hacia el este, a Luoyi, cuando los quanrong invadieron Haojing, indicando el final de la dinastía Zhou Occidental. La primera mitad de la dinastía Zhou Oriental, de aproximadamente 771 a 476 a. C., se denominó el Período de Primavera y Otoño, durante el cual más y más duques y marqueses obtuvieron autonomía regional, desafiando a la corte del rey en Luoyi y librando guerras entre ellos. La segunda mitad de la dinastía Zhou Oriental, desde 475 hasta 221 a. C., se denominó el Período de los Reinos Combatientes, durante el cual el rey de Zhou perdió gradualmente su poder y fue tenida en cuenta simplemente como una figura decorativa.
Después de mover la capital hacia el este, la familia real de Zhou cayó en un estado de declive. Además, la popularidad del rey Ping disminuyó debido a los rumores de que había matado a su padre. Con los vasallos haciéndose cada vez más poderosos, fortaleciendo su posición al derrotar a otros estados rivales e incrementando la invasión de los países vecinos, el rey de Zhou no pudo dominar el país. Constantemente, tendría que recurrir a los poderosos vasallos en busca de ayuda. Los vasallos más importantes (conocidos más tarde como los doce vasallos) se reunían en conferencias regulares donde decidían asuntos importantes, como expediciones militares contra invasores extranjeros o contra nobles ofensores. Durante estas conferencias, un gobernante vasallo a veces era declarado hegemon. El canciller Guan Zhong de Qi inició una política de "reverenciar al rey, expulsar a los bárbaros" (chino: 尊王攘夷, ver Sonnō jōi). Adoptando y adhiriéndose a él, el duque Huan de Qi reunió a los vasallos para derribar la amenaza de los bárbaros del país. Durante el Período de los Reinos Combatientes, muchos de los líderes de los vasallos que clamaban por la realeza limitaron aún más la influencia de la familia real Zhou.

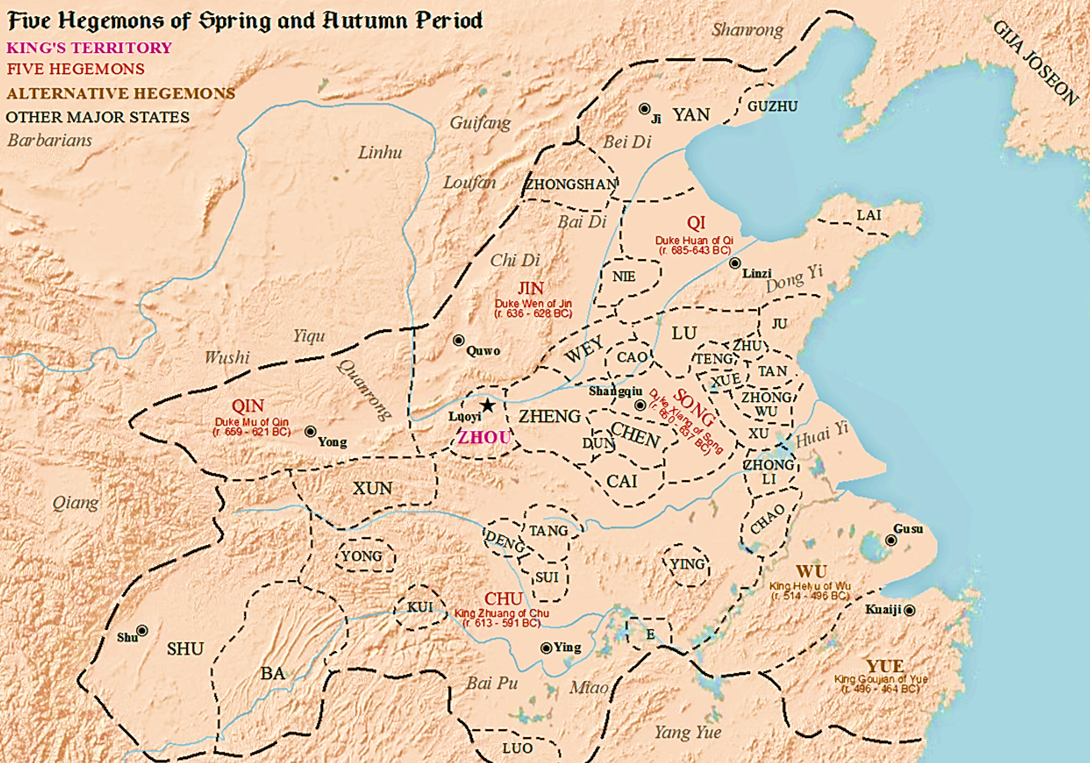
Mapa de los Cinco Hegemones durante el período de Primaveras y otoños de la Dinastía Zhou.

En 635 a. C., tuvo lugar el caos del príncipe Dai. El rey Xiang de Zhou se dirigió al duque Wen de Jin en busca de ayuda, quien mató al príncipe Dai y fue recompensado con el gobierno de Henei y Yangfan. En 632 a. C., el rey Xiang de Zhou fue obligado por el duque Wen de Jin a asistir a la conferencia de vasallos en Jiantu.
En 606 a. C., el rey Zhuang de Chu preguntó por primera vez sobre el "peso de los calderos" (问鼎 之 轻重) solo para ser rechazado por el ministro de Zhou, Wangsun Man (王孙 满). Hacer esa pregunta era en ese momento un desafío directo al poder de la dinastía reinante.
Durante el reinado del rey Nan de Zhou, los reyes de Zhou habían perdido casi todo el poder político y militar, ya que incluso las tierras restantes de la corona estaban divididas en dos estados o facciones, liderados por señores feudales rivales: Zhou Occidental, donde estaba ubicada la capital, Wangcheng, y Zhou Oriental, centrado en Chengzhou y Kung. El rey Nan de Zhou logró preservar su dinastía debilitada a través de la diplomacia y las conspiraciones durante cincuenta y nueve años hasta su deposición y muerte por Qin en 256 a. C. Siete años más tarde, la dinastía Zhou Occidental fue conquistada por Qin Shi Huang.

## Política
Este período marcó un gran giro en la historia china, ya que el material dominante de fabricación de herramientas se convirtió en hierro al final del período. Se creía que el período Zhou Oriental era el comienzo de la Edad del Hierro en China.
Hubo un desarrollo considerable en la agricultura con un aumento consecutivo en la población. Constantemente hubo guerras entre vasallos por tierras u otros recursos. La gente comenzó a usar monedas de cobre. La educación se hizo universal para los civiles. Los límites entre la nobleza y los civiles disminuyeron. Se estaba produciendo una transformación revolucionaria de la sociedad, a la que el sistema de clanes patriarcales creado por la dinastía Zhou ya no podía adaptarse.

## Reyes
- Rey Ping de Zhou — Ji Yijiu (772 a. C. –720 a. C.)
- Rey Xie de Zhou — Ji Yuchen (770 a. C.–760 a. C. o 771 a. C.–750 a. C.)
- Rey Huan de Zhou — Ji Lin (719 a. C.–697 a. C.)
- Rey Zhuang de Zhou — Ji Tuo (696 a. C.–682 a. C.)
- Rey Xi de Zhou — Ji Huqi (681 a. C.–677 a. C.)
- Rey Hui de Zhou — Ji Lang (676 a. C.–652 a. C.)
- Rey Xiang de Zhou — Ji Zheng (651 a. C.–619 a. C.)
- Rey Qing de Zhou — Ji Renchen (618 a. C.–613 a. C.)
- Rey Kuang de Zhou — Ji Prohibición (612 a. C.–607 a. C.)
- Rey Ding de Zhou — Ji Yu (606 a. C.–586 a. C.)
- Rey Jian de Zhou — Ji Yi (585 a. C.–572 a. C.)
- Rey Ling de Zhou — Ji Xiexin (571 a. C.–545 a. C.)
- Rey Jing de Zhou — Ji Gui (544 a. C.–520 a. C.)
- Rey Dao de Zhou — Ji Meng (520 a. C.)
- Rey Jing de Zhou — Ji Gai (519 a. C.–477 a. C.)
- Rey Yuan de Zhou — Ji Ren (476 a. C.–469 a. C.)
- Rey Zhending de Zhou — Ji Jie (468 a. C.–441 a. C.)
- Rey Ai de Zhou — Ji Quji (441 a. C.)
- Rey Si de Zhou — Ji Shu (441 a. C.)
- Rey Kao de Zhou — Ji Wei (440 a. C.–426 a. C.)
- Rey Weilie de Zhou — Ji Wu (425 a. C.–402 a. C.)
- Rey Un de Zhou — Ji Jiao (401 a. C.–376 a. C.)
- Rey Lie de Zhou — Ji Xi (375 a. C.–369 a. C.)
- Rey Xian de Zhou — Ji Bian (368 a. C.–321 a. C.)
- Rey Shenjing de Zhou — Ji Ding (320 a. C.–315 a. C.)
- Rey Nan de Zhou — Ji Yan (314 a. C.–256 a. C.)

## Primaveras y Otoños
El nombre del período se deriva de los Anales de primavera y otoño, una crónica del estado de Lu entre 722 y 479 a. C., que la tradición asocia con Confucio.
Durante este período, la autoridad real de Zhou sobre los diversos estados feudales comenzó a declinar, a medida que más y más duques y marqueses obtuvieron una autonomía regional de facto, desafiando a la corte del rey en Luoyi y librando guerras entre ellos. La Partición de Jin, uno de los estados más poderosos, marcó el final del Primaveras y Otoños y el comienzo del período de los Reinos Combatientes.

## Reinos combatientes

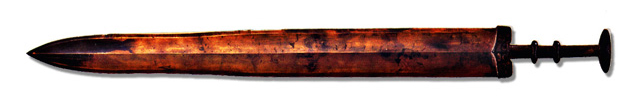
Una antigua espada de la dinastía Zhou Occidental

El Período de los Reinos Combatientes fue una época en la historia china antigua después del Período de Primaveras y Otoños, y concluyó con las guerras de conquista de Qin, que vieron la anexión de todos los demás estados contendientes, lo que finalmente llevó a la victoria del estado de Qin en 221 a. C. como la primera Imperio chino conocido como la dinastía Qin.

### Citas
1. ↑  "Zhou". Random House Webster's Unabridged Dictionary.
2. ↑  "...Eastern Zhou period (770–256 BC)" 

Early China - A Social and Cultural History, p. 10. Cambridge University Press.
3. 1 2 3 4 5  Records of the Historians. ISBN 978-0835106184.
4. ↑  «Eastern Zhou Dynasty (770 BC-221 BC) in China History». www.warriortours.com. Archivado desde el original el 29 de marzo de 2018. Consultado el 7 de abril de 2017.
5. ↑  «Zhou Dynasty». Consultado el 7 de abril de 2017.
6. ↑  黄仁宇：《中国大历史》